# Ethelred de Wessex
El rei Ethelred I o Æthelred I fou monarca del regne de Wessex des de l'any 865 al 871. Era el tercer fill del rei Ethelwulf de Wessex i de la seva muller Osburga. Ethelred va ocupar el tron en succeir el seu germà gran, Ethelbert de Wessex.

## Joventut i primers anys
Poc se sap de la joventut. Quan era molt jove, el 853, va acompanyar el seu germà petit Alfred a Roma. Quan tornaren a Anglaterra, es trobaren que el seu germà gran Ethelbald de Wessex disputava la corona del seu pare. El regne va quedar dividit, però després de la mort de pare i germans, Ethelred va ser coronat rei el 865.

## Regnat
Aquell mateix any, el gran exèrcit pagà dels vikings arribà a terres angleses amb el propòsit de conquerir-les. En un període de cinc anys ocuparen els regnes de Northúmbria i Ànglia de l'Est.
Ethelred i el seu germà Alfred, els únics supervivents de la família, lideraren les tropes anglosaxones quan els vikings es decidiren a atacar Wessex. El 4 de gener del 871 patiren una seriosa derrota a la Batalla de Reading; guanyaren la d'Ashdown poc després i de nou foren derrotats el 22 de gener a la batalla de Basing.
El 22 de març del 871 els anglosaxons foren derrotats a la batalla de Merton i Ethelred fou mortalment ferit. El seu germà Alfred el Gran ocuparia el tron en detriment dels fills d'Ethelred.

## Família
La seva esposa es deia Wulfthryth i tenia el títol de reina, paradoxalment títol poc comú en aquella època per les esposes dels reis.
El matrimoni va tenir dos fills, Ethelhelm i Ethelwold. Aquest darrer va disputar sense èxit el dret a la corona a Eduard el Vell, fill d'Alfred, quan aquest va morir el 899.